# Tōru Ukawa
Tōru Ukawa (jap. 宇川徹 Ukawa Tōru; ur. 18 maja 1973) − japoński motocyklista.

## Kariera

### 250 cm³
Ukawa w Motocyklowych Mistrzostwach Świata zadebiutował w 1994 roku, w kategorii 250 cm³, podczas rodzimego GP Japonii. Dosiadając motocykl Hondy, na dobrze znanym torze Ukawa zaprezentował mocne osiągi, zajmując trzecią lokatę. Rok później ponownie wystartował w tym wyścigu. Tym razem jednak nie dojechał do mety.
Sezon 1996 był pierwszym dla Ukawy w pełnym wymiarze. W trakcie rywalizacji Japończyk większość wyścigów kończył w pierwszej piątce, a podczas zmagań na włoskim obiekcie Imola znalazł się po raz drugi w karierze na trzeciej lokacie. Uzyskane punkty sklasyfikowały na 5. miejscu.
W kolejnym roku startów Ukawa zaprezentował się z jeszcze lepszej strony, pięciokrotnie stając na podium oraz uzyskując większy dorobek punktowy. Ponownie jednak w klasyfikacji generalnej uplasował się na 5. pozycji.
W sezonie 1998 dwukrotnie znalazł się na drugim miejsce (podczas GP Malezji i Madrytu). Poza nieukończeniem dwóch wyścigów, najgorszą uzyskaną przez Ukawę pozycją była siódma lokata w GP Włoch. Pomimo mniejszej ilości punktów, aniżeli przed rokiem, Ukawa został sklasyfikowany na 4. miejscu.
W roku 1999 Ukawa należał do grona zawodników walczących o tytuł mistrza świata. Dzięki regularnym wizytom na podium w początkowej fazie sezonu, Japończyk przez pewien czas utrzymywał się na pozycji lidera klasyfikacji generalnej. Dominacja środkowej części zmagań przez Włocha Valentino Rossiego nie pozwoliła jednak Ukawa na dłuższe utrzymanie prowadzenia. Ostatecznie Japończyk pewnie został wicemistrzem świata, z dorobkiem jedenastu miejsc na podium, z czego dwóch na najwyższym stopniu (GP Francji i Walencji). Podczas GP Katalonii po raz pierwszy w karierze sięgnął po pole position (nie dojechał jednak do mety).
Na sezon 2000 Ukawa pozostał w ćwierćlitrówkach. Był to jednak mniej udany rok dla Japończyka, który dziewięciokrotnie stawał na podium i w klasyfikacji zajął dopiero 4. lokatę. I tym razem dwukrotnie zwyciężył - ponownie w GP Francji oraz Holandii.

### 500 cm³/MotoGP
W sezonie 2001 Japończyk zadebiutował w najwyższej kategorii 500 cm³, podpisując kontrakt z fabrycznym zespołem Hondy. Startując u boku mistrza świata z 1999 roku Alexa Criville'a, Ukawa już w pierwszym wyścigu uzyskał najszybsze okrążenie, natomiast w kolejnej rundzie pierwsze podium. Podczas GP RPA dojechał wówczas na trzecim miejscu. W pozostałej części sezonu ani razu jednak nie udało mu się zmieścić w pierwszej trójce. Podczas kończącego zmagania GP Brazylii, Ukawa sięgnął po pole position. Nie zdołał jednak dojechać do mety. Zdobyte punkty sklasyfikowały go na 10. lokacie.
Drugi rok startów był najlepszym dla Japończyka w karierze. Nowym partnerem Ukawy został aktualny mistrz świata oraz dawny rywal z ćwierćlitrówek Valentino Rossi. W trakcie sezonu dziewięciokrotnie meldował się na podium. Podczas GP RPA pokonał w bezpośrednim pojedynku włoskiego zawodnika. W całym sezonie pozostawał jednak wyraźnie w cieniu Rossiego, który zdominował zmagania. Japończyk w klasyfikacji generalnej zajął 3. miejsce.
Rok 2003 był ostatnim dla Ukawy w pełnym wymiarze. Japończyk startował w ekipie Pramac Rons, u boku innego Włocha Maxa Biaggi. Nie był to udany sezon dla Ukawy, który w żadnym z rozegranych wyścigów nie stanął na podium. Najbliżej sukcesu był podczas GP Hiszpanii, gdzie zajął czwartą pozycję. Uzyskane punkty pozwoliły mu zająć w klasyfikacji 8. pozycję, podczas gdy jego partner był trzeci. Po tym sezonie Japończyk opuścił mistrzostwa świata.
W latach 2004-2005 wystartował gościnnie w trzech wyścigach. Nie były to jednak udane starty. W dwóch edycjach o GP Japonii nie dojechał do mety, natomiast zmagania w Chinach zakończył na przedostatniej czternastej pozycji. Były to ostatnie wyścigi w karierze Ukawy.

### 8h Suzuka
W trakcie swojej kariery Ukawa pięciokrotnie w latach 1997–1998, 2000 oraz 2004–2005 zwyciężał w prestiżowym długodystansowym wyścigu o nazwie "8h Suzuka". Pod względem zwycięstw jest rekordzistą.

## Statystyki liczbowe
| Rok  | Klasa   | Motocykl | 1       | 2       | 3       | 4       | 5       | 6     | 7       | 8       | 9       | 10    | 11      | 12      | 13    | 14    | 15    | 16      | 17    | Pozycja | Pkt |
| ---- | ------- | -------- | ------- | ------- | ------- | ------- | ------- | ----- | ------- | ------- | ------- | ----- | ------- | ------- | ----- | ----- | ----- | ------- | ----- | ------- | --- |
| 1994 | 250 cm³ | Honda    | AUS -   | MAL -   | JPN 3   | SPA -   | AUT -   | GER - | NED -   | ITA -   | FRA -   | GBR - | CZE -   | USA -   | ARG - | EUR - |       |         |       | 19      | 16  |
| 1995 | 250 cm³ | Honda    | AUS -   | MAL -   | JPN Ret | SPA -   | GER -   | ITA - | NED -   | FRA -   | GBR -   | CZE - | BRA -   | ARG -   | EUR - |       |       |         |       | -       | 0   |
| 1996 | 250 cm³ | Honda    | MAL Ret | INA 7   | JPN 5   | SPA 5   | ITA Inj | FRA 4 | NED Ret | GER 10  | GBR 5   | AUT 4 | CZE 4   | IMO 3   | CAT 4 | BRA 4 | AUS 4 |         |       | 5       | 142 |
| 1997 | 250 cm³ | Honda    | MAL 6   | JPN 2   | SPA Ret | ITA Ret | AUT 5   | FRA 5 | NED 4   | IMO 3   | GER 6   | BRA 3 | GBR 5   | CZE 5   | CAT 3 | INA 2 | AUS 8 |         |       | 5       | 173 |
| 1998 | 250 cm³ | Honda    | JPN Ret | MAL 2   | SPA 4   | ITA 7   | FRA Ret | MAD 2 | NED 5   | GBR 4   | GER Ret | CZE 5 | IMO 4   | CAT 5   | AUS 5 | ARG 4 |       |         |       | 4       | 145 |
| 1999 | 250 cm³ | Honda    | MAL 2   | JPN 2   | SPA 2   | FRA 1   | ITA 3   | CAT 2 | NED 4   | GBR 4   | GER Ret | CZE 3 | IMO 12  | VAL 1   | AUS 3 | RSA 4 | BRA 2 | ARG 2   |       | 2       | 261 |
| 2000 | 250 cm³ | Honda    | RSA 3   | MAL Ret | JPN 2   | SPA 3   | FRA 1   | ITA 6 | CAT 2   | NED 1   | GBR 4   | GER 2 | CZE 2   | POR Ret | VAL 4 | BRA 2 | PAC 5 | AUS 6   |       | 4       | 239 |
| 2001 | 500 cm³ | Honda    | JPN Ret | RSA 3   | SPA 5   | FRA Ret | ITA 7   | CAT 7 | NED 8   | GBR 16  | GER Ret | CZE 5 | POR Ret | VAL 6   | PAC 5 | AUS 5 | MAL 5 | BRA Ret |       | 10      | 107 |
| 2002 | MotoGP  | Honda    | JPN Ret | RSA 1   | SPA 3   | FRA 2   | ITA 3   | CAT 2 | NED 5   | GBR Inj | GER 3   | CZE 3 | POR 3   | BRA Ret | PAC 4 | MAL 4 | AUS 3 | VAL 5   |       | 3       | 209 |
| 2003 | MotoGP  | Honda    | JPN 20  | RSA 6   | SPA 4   | FRA 7   | ITA 6   | CAT 6 | NED 12  | GBR Ret | GER 6   | CZE 8 | POR 5   | BRA 7   | PAC 7 | MAL 7 | AUS 5 | VAL Ret |       | 8       | 123 |
| 2004 | MotoGP  | Honda    | RSA -   | SPA -   | FRA -   | ITA -   | CAT -   | NED - | BRA -   | GER -   | GBR -   | CZE - | POR -   | JPN Ret | QAT - | MAL - | AUS - | VAL -   |       | -       | 0   |
| 2005 | MotoGP  | Honda    | SPA -   | POR -   | CHN 15  | FRA -   | ITA -   | CAT - | NED -   | USA -   | GBR -   | GER - | CZE -   | JPN Ret | MAL - | QAT - | AUS - | TUR -   | VAL - | 27      | 1   |